# Emmanuel Burriss
Emmanuel Allen Burriss  (nacido el 17 de enero de 1985 en Washington D. C.) es un infielder estadounidense de origen dominicano que juega en las Grandes Ligas de Béisbol para los Gigantes de San Francisco. Es un bateador ambidiestro y juega segunda base, shortstop y tercera base.

## Primeros años
Burriss asistió a la Woodrow Wilson High School en Washington D. C., y a la St. Ann's Academy en la escuela media. Su mejor amigo, Deloran Young, también fue compañero de equipo de Burriss en la escuela secundaria. Young fue asesinado en un tiroteo y Burriss le dedica su éxito en las Grandes Ligas él. Diciendo que a veces siente que Deloran está allí con él. En la secundaria, jugó al baloncesto y al béisbol. Fue el primer jugador de las Grandes Ligas en graduarse de una escuela pública de Washington D. C. del desde 1981, cuando el receptor Willie Royster jugó en cuatro partidos con los Orioles de Baltimore. Burriss también jugó en la Cape Cod Baseball League, una liga de verano para jugadores universitarios, con los Orleans Cardinals, y jugó como universitario en la Kent State Golden Flashes baseball  en Kent, Ohio. Después de su carrera universitaria, los Gigantes de San Francisco lo seleccionaron en la primera ronda del draft del 2006 de la MLB.

## Grandes Ligas

### San Francisco Giants
Después de dos años fuertes en las ligas menores, Burriss fue calificado como el décimo prospecto de los Gigantes por el Prospect Handbook de la revista Baseball America de 2008. No hizo el equipo de los Gigantes en los entrenamientos de primavera de ese año, pero los Gigantes compraron su contrato el 20 de abril. Terminó su primera temporada con un estelar promedio de bateo de .283 en 95 partidos. Posteriormente, Burriss participó en la Arizona Fall League en 2008 como miembro de Scottsdale Scorpions. Durante los entrenamientos de primavera de los Gigantes de 2009, Burriss compitió con Kevin Frandsen por la posición titular de la segunda base. Burriss fue nombrado titular el 1 de abril de 2009. El 4 de junio, Burriss jugaba la segunda base cuando Randy Johnson ganó su partido número 300 contra los Nacionales de Washington. El sencilló impulsor de Burriss en la segunda entrada resultó ser el impulsor del triunfo. A pesar de ello, el martes, 16 de junio fue enviado a AAA con Fresno Grizzlies por Matt Downs, debido a su falta de producción ofensiva. El 5 de julio de 2009, Burriss se fracturó el quinto metatarsiano de su pie izquierdo corriendo las bases en Fresno, poniendo fin a su temporada. Volvió a fracturarse el pie en los entrenamientos de primavera de 2010. Burriss volvió a Fresno a finales de la temporada 2010, y fue llamado una vez terminó la temporada.